# 기요카와촌 (야마가타현)
기요카와촌(狩川町)은 야마가타현 히가시타가와군에 설치되었던 촌이다.